# Natica
Natica ist eine Gattung der Mondschnecken (Naticidae). Sie wurde von Giovanni Antonio Scopoli 1777 erstmals wissenschaftlich beschrieben und eingeführt.

## Aussehen
Die Arten der Gattung Natica besitzen ein meist mittelgroßes, kugelförmiges Gehäuse mit wenigen, rasch zunehmenden Umgängen. Das Gewinde ist meist nicht besonders hoch. Die Oberfläche des Gehäuses ist meist glatt und nicht skulptiert, besitzt aber häufig eine typische Färbung oder Zeichnung, die zur Bestimmung der verschiedenen Arten dient. Das Gehäuse kann durch ein Operculum aus Kalk verschlossen werden, um das Tier vor Fressfeinden zu schützen.

## Lebensweise
Die meisten Arten dieser Gattung sind typische Weichbodenbewohner. Mit ihrem schwellbaren Fuß durchpflügen sie den Sandboden nach anderen Weichtieren. Durch ihre speziell geformte Radula ist es ihnen möglich die Schalen von Meeresschnecken und Muscheln anzubohren und die Weichteile auszusaugen.

## Systematik
Die Gattung Natica war die erste beschriebene Gattung aus der Familie der Naticidae. Aus diesem Grunde umfasste sie früher zahlreiche Arten, von denen man erst nach und nach die Zugehörigkeit zu anderen Gattungen erkannte. Manche Gruppen wie Naticarius, Tectonatica oder Glyphepithema werden von verschiedenen Autoren entweder als Untergattungen von Natica oder als eigene Gattungen geführt.